# Pedilophorus globosus
Pedilophorus globosus là một loài bọ cánh cứng trong họ Byrrhidae. Loài này được Wilson miêu tả khoa học năm 1921.